# ایوان نبسی
ایوان نبسی (انگلیسی: Ivan Nebesnyy؛ زادهٔ ۱۵ ژوئیهٔ ۱۹۷۱) آهنگساز اهل اوکراین است.